# Campeonato Mundial de Esquí Nórdico de 1962
El XXIV Campeonato Mundial de Esquí Nórdico se celebró en la localidad de Zakopane (Polonia) entre el 18 y el 25 de febrero de 1962 bajo la organización de la Federación Internacional de Esquí (FIS) y la Federación Polaca de Esquí.

## Esquí de fondo

### Masculino
| Evento                   | Oro                                                                               | Plata                                                                                     | Bronce                                                                      |
| ------------------------ | --------------------------------------------------------------------------------- | ----------------------------------------------------------------------------------------- | --------------------------------------------------------------------------- |
| 15 km (23.02)            | Assar Rönnlund · Suecia · 55:22,8                                                 | Harald Grønningen · Noruega · 55:52,2                                                     | Einar Østby · Noruega · 55:54,8                                             |
| 30 km (21.02)            | Eero Mäntyranta · Finlandia · 1:52:39,4                                           | Janne Stefansson · Suecia · 1:52:49,1                                                     | Giulio De Florian · Italia · 1:53:13,3                                      |
| 50 km (27.02)            | Sixten Jernberg · Suecia · 3:03:48,5                                              | Assar Rönnlund · Suecia · 3:05:39,1                                                       | Kalevi Hämäläinen · Finlandia · 3:05:42,8                                   |
| Relevo 4 × 10 km (24.02) | Suecia · Lars Olsson · Sture Grahn · Sixten Jernberg · Assar Rönnlund · 2:24:38,8 | Finlandia · Väinö Huhtala · Kalevi Laurila · Pentti Pesonen · Eero Mäntyranta · 2:25:24,4 | URSS Ivan Utrobin Pavel Kolchin Alexei Kuznetsov Guennadi Vaganov 2:26:14,3 |

### Femenino
| Evento                  | Oro                                                            | Plata                                                                      | Bronce                                                                |
| ----------------------- | -------------------------------------------------------------- | -------------------------------------------------------------------------- | --------------------------------------------------------------------- |
| 5 km (20.02)            | Alevtina Kolchina URSS 19:28,6                                 | Liubov Kozyreva URSS 20:15,9                                               | Mariya Gusakova URSS 20:27,5                                          |
| 10 km (22.02)           | Alevtina Kolchina URSS 39:48,2                                 | Mariya Gusakova URSS 40:59,9                                               | Radia Yeroshina URSS 41:17,1                                          |
| Relevo 3 × 5 km (24.02) | URSS Liubov Baranova Mariya Gusakova Alevtina Kolchina 58:08,9 | Suecia · Barbro Martinsson · Britt Strandberg · Toini Gustafsson · 59:27,9 | Finlandia · Siiri Rantanen · Eeva Ruoppa · Mirja Lehtonen · 1:01:33,0 |

## Salto en esquí
| Evento                              | Oro                                 | Plata                                | Bronce                            |
| ----------------------------------- | ----------------------------------- | ------------------------------------ | --------------------------------- |
| Trampolín normal individual (18.02) | Toralf Engan · Noruega · 223,6 pts. | Antoni Łaciak · Polonia · 222,5 pts. | Helmut Recknagel RDA 219,8 pts.   |
| Trampolín grande individual (18.02) | Helmut Recknagel RDA 241,4          | Nikolai Kamenski URSS 226,4          | Niilo Halonen · Finlandia · 224,5 |

## Combinada nórdica
| Evento             | Oro                            | Plata                      | Bronce                                |
| ------------------ | ------------------------------ | -------------------------- | ------------------------------------- |
| TG + 15 km (19.02) | Arne Larsen · Noruega · 454,33 | Dmitri Kochkin URSS 448,77 | Ole Henrik Fagerås · Noruega · 442,25 |

## Medallero
| Núm. | País      | Oro | Plata | Bronce | Total |
| ---- | --------- | --- | ----- | ------ | ----- |
| 1    | URSS      | 3   | 4     | 3      | 10    |
| 2    | Suecia    | 3   | 3     | 0      | 6     |
| 3    | Noruega   | 2   | 1     | 2      | 5     |
| 4    | Finlandia | 1   | 1     | 3      | 5     |
| 5    | RDA       | 1   | 0     | 1      | 2     |
| 6    | Polonia   | 0   | 1     | 0      | 1     |
| 7    | Italia    | 0   | 0     | 1      | 1     |
|      | TOTAL     | 10  | 10    | 10     | 30    |